# Ross Byrne
Pour les articles homonymes, voir Byrne.

a Compétitions nationales et continentales officielles uniquement.

b Matchs officiels uniquement.
Dernière mise à jour le 15 novembre 2023.
Ross Byrne, né le 8 avril 1995 à Dublin, est un joueur international irlandais de rugby à XV jouant au poste de demi d'ouverture au Leinster depuis 2015.

## Biographie

### Carrière en club
Formé au Leinster, Byrne intègre l'effectif de Pro12 lors de la saison 2015-2016, commençant son premier match le 15 octobre 2015, contre les Scarlets.
Le jeune dublinois s'impose au fin des années avec la province du Leinster qui accumule les résultats en Pro14 et en Coupe d'Europe, partageant le numéro 10 avec le lion Jonathan Sexton.
En 2021-2022, sa province se qualifie dans un premier temps en finale de la Coupe d'Europe après avoir éliminé le Connacht, Leicester et le Stade toulousain. En finale, face au Stade rochelais, il entre en jeu à la place de Sexton mais son équipe est battue sur le score de 21 à 24. En United Rugby Championship, le Leinster est éliminé en demi-finale par l'équipe sud-africaine des Bulls. 
Encore une fois en 2022-2023, son équipe est dans un premier temps éliminée en demi-finale du United Rugby Championship par le Munster qui remportera la compétition. Toutefois, la province se qualifie en finale de la Champions Cup où elle affronte le Stade rochelais pour la seconde année consécutive. Pour cette rencontre, Ross Byrne est titulaire mais les Rochelais l'emportent une fois de plus, sur le score de 27 à 26. Il perd ainsi sa deuxième finale dans la compétition en deux ans,.
Durant la saison 2024-2025, il remporte la finale du United Rugby Championship en battant les Sud-Africains des Bulls sur le score de 32 à 7. Il s'agit du premier titre gagné par le Leinster depuis 2021, après de nombreuses finales perdues.

### Carrière internationale
Après avoir déjà brillé avec les moins de 20 ans irlandais entre 2014 et 2015, Byrne est convoqué une première fois en équipe d'Irlande senior pour la tournée en Australie de 2018,.
Il fait finalement ses débuts le 3 novembre 2018 à l'occasion d'un match amical à Chicago contre l'Italie.
Début janvier 2023, il est convoqué en équipe d'Irlande par Andy Farrell pour disputer le Tournoi des Six Nations. Il joue les cinq matchs du tournoi, marque 16 points et l'Irlande remporte la compétition en réalisant le Grand Chelem.
Fin mai 2023, il est présélectionné dans un groupe de 42 joueurs pour préparer la Coupe du monde 2023 avec son pays,.

## Vie privée
Il a un petit frère, Harry Byrne, qui évolue également au poste de demi d'ouverture au Leinster.

## Palmarès

### En province
- Leinster
  - Finaliste du Pro12 en 2016.
  - Vainqueur de la Coupe d'Europe en 2018.
  - Vainqueur du Pro14/United Rugby Championship en 2018, 2019, 2020, 2021 et 2025.
  - Finaliste de la Coupe d'Europe en 2019, 2022 et 2024.

### En sélection nationale
- Irlande
  - Vainqueur du Tournoi des Six Nations en 2023 (Grand Chelem).